# Gerard Bilders
Albert Gerard Bilders (ur. 9 grudnia 1838 w Utrechcie, zm. 8 marca 1865 w Amsterdamie) – holenderski malarz i kolekcjoner, związany ze szkołą haską. 

## Życiorys
Pierwszym nauczycielem malarstwa był jego ojciec Johannes Warnardus, malarz romantyczny pejzaży. W 1856 wyjechał do Hagi, gdzie pobierał nauki u malarza animalisty S. van den Berga i uczęszczał do haskiej Królewskiej Akademii Sztuki. W 1858 wyjechał do Szwajcarii, do pracowni pejzażysty i malarza zwierząt Charlesa Humberta. Wpływ jego stylu widoczny jest w pierwszych pracach Bildersa (Pejzaż szwajcarski, 1859, Haga); duże wrażenie wywołały na nim prace barbizończyków.
Bilders tworzył głównie pejzaże z pasącym się bydłem, wypełnione jasnym światłem słonecznym, o harmonijnej kompozycji. Był inspiracją dla kolejnego pokolenia artystów ze szkoły haskiej m.in. dla Paula Josepha Gabriëla, Antona Mauve i Willema Marisa.

## Galeria

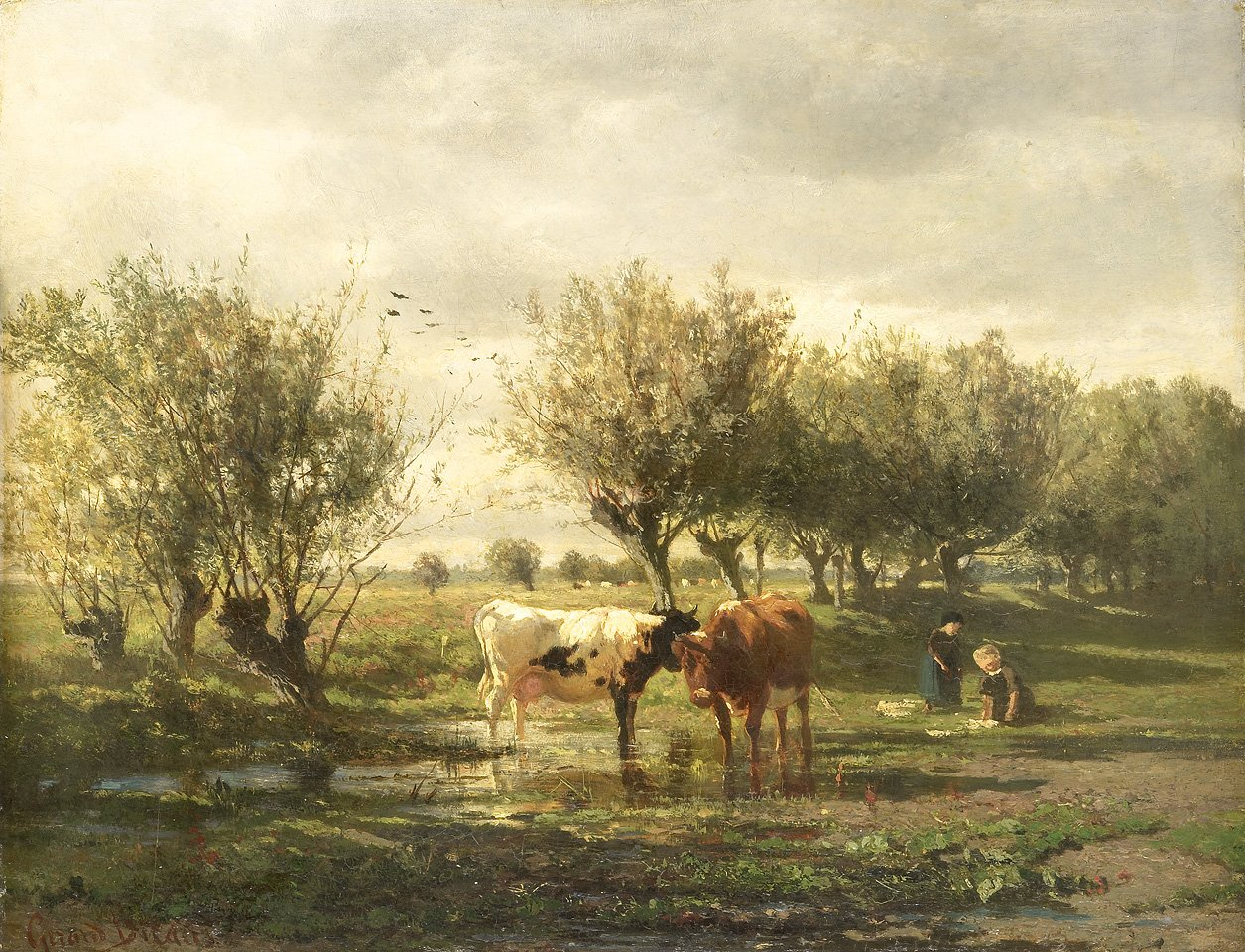
Krowy na pastwisku.
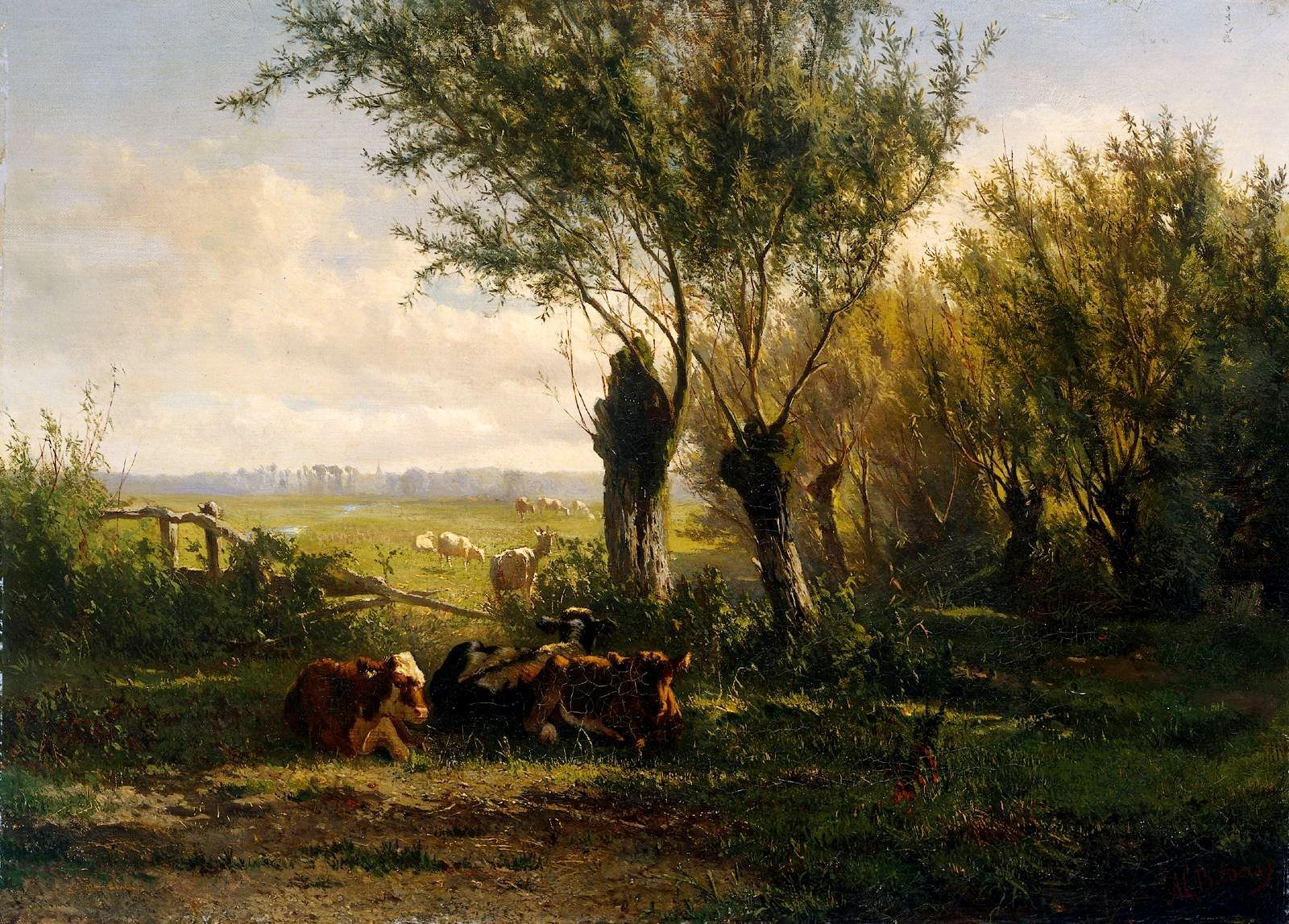
Łąka w pobliżu Oosterbeek